# Municipio de Karlskoga
Karlskoga (en sueco: Karlskoga kommun) es un municipio de la provincia de Örebro, en el centro-sur de Suecia. Su sede se encuentra en la ciudad de Karlskoga. Karlskoga se formó como municipio rural cuando los primeros actos del gobierno sueco entraron en vigor en 1863. En 1925 la parte sur se separó formando el municipio de Degerfors. En 1940 todo el municipio, incluidas sus áreas no urbanas, obtuvo el título de ciudad. Estos títulos fueron abolidos en 1971.

## Localidades
Hay dos áreas urbanas (tätort) en el municipio:
| # | Tätort             | Población |
| - | ------------------ | --------- |
| 1 | Karlskoga          | 27 556    |
| 2 | Valåsen y Labbsand | 353       |

## Ciudades hermanas
Karlskoga está hermanado o tiene tratado de cooperación con:
- Aalborg, Dinamarca
- Fredrikstad, Noruega
- Riihimäki, Finlandia
- Húsavík, Islandia
- Ivángorod, Rusia
- Olaine, Letonia
- Narva, Estonia
- San Remo, Italia
- Wheaton, Estados Unidos